# 大隅国分寺跡

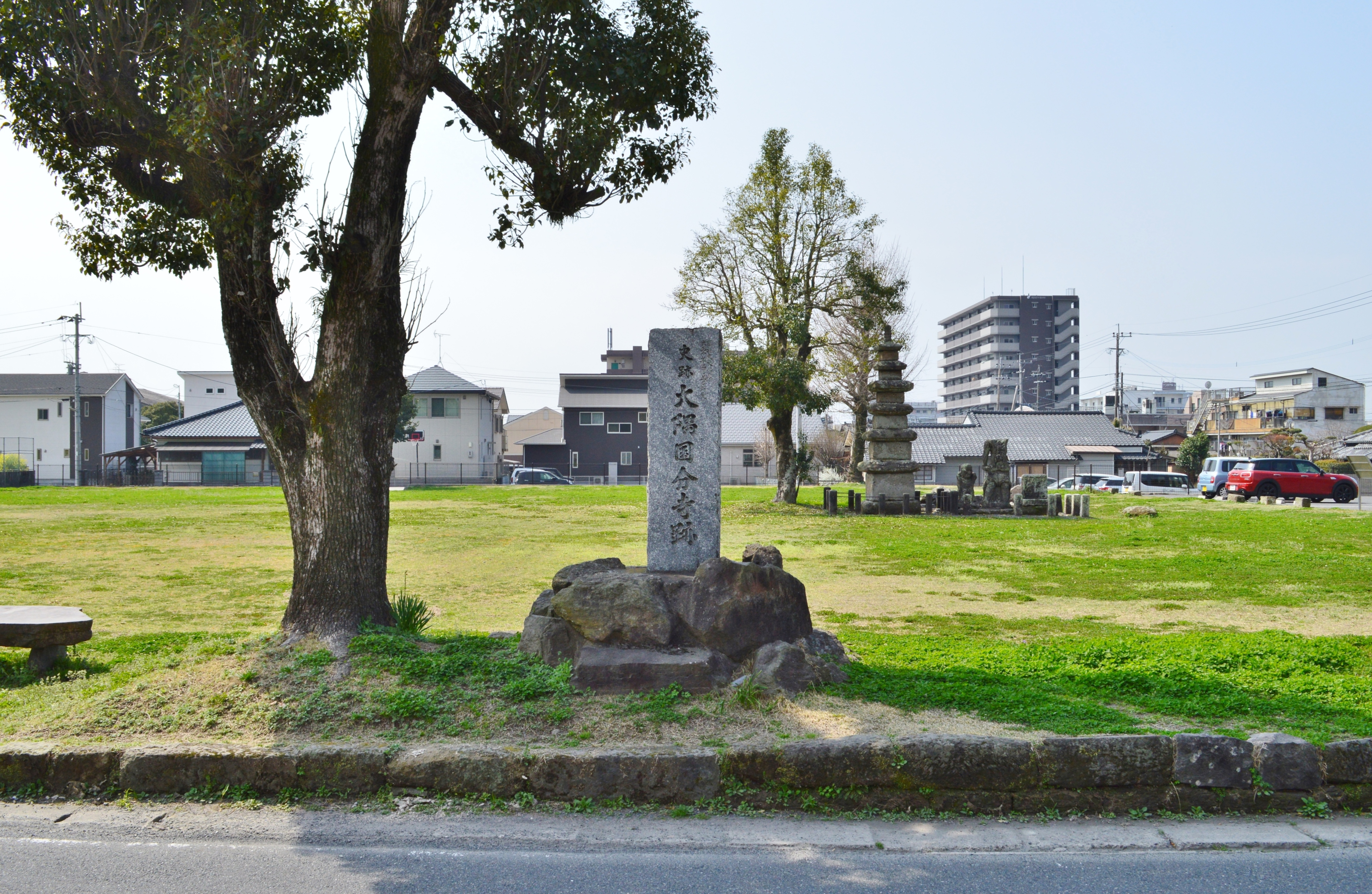
大隅国分寺跡 石碑

大隅国分寺跡（おおすみこくぶんじあと）は、鹿児島県霧島市国分中央にある寺院跡。国の史跡に指定されている。
奈良時代に聖武天皇の詔により日本各地に建立された国分寺のうち、大隅国国分僧寺の寺院跡にあたる。

## 概要
鹿児島県中央部、霧島市の国分市街地北部の南に開けた微高地上に位置する。聖武天皇の詔で創建された国分僧寺の遺構に比定され、付近では国分尼寺跡も想定される（所在地未詳：隼人塚付近説や府中石園付近説）。近世以来の開発等で遺構の多くが失われているため、寺域・伽藍は未だ詳らかでない。現在は層塔・仁王像等のみを遺存し、これらや出土古瓦の様相から国分寺跡であることは確かとされる。
寺域の想定中心域は1921年（大正10年）に国の史跡に指定されている。なお付近では大隅国府跡の存在も推定される。

## 歴史

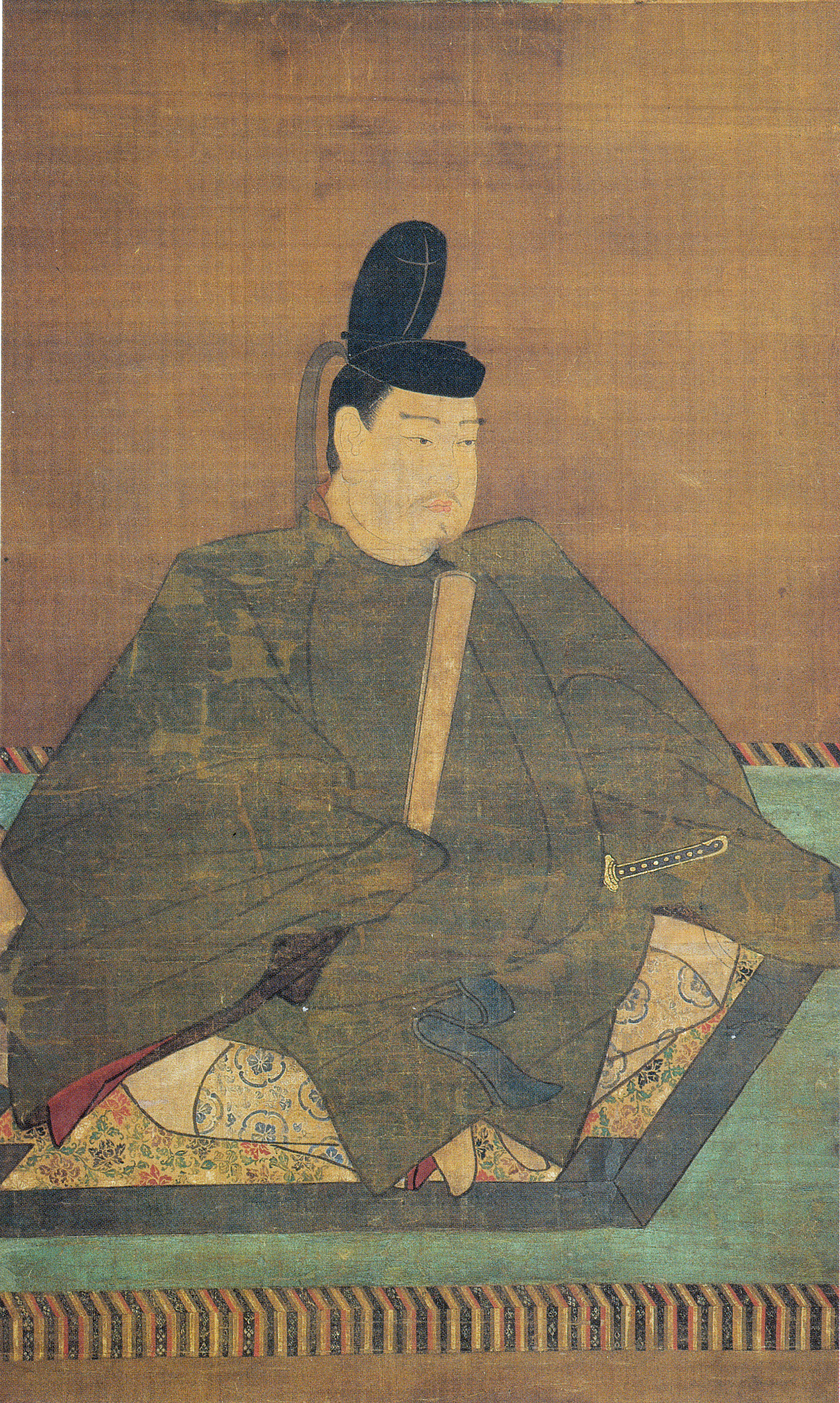
聖武天皇肖像

### 古代
創建は不詳。天平13年（741年）の国分寺建立の詔ののちの創建とされるが、発掘調査でも決定的な遺構は未確認であるため詳らかでない。
弘仁11年（820年）の『弘仁式』主税寮の規定では、日向国の国分寺料の稲3万束のうち、日向国1万束・大隅国2万束とする。この記事の存在や出土瓦の様相から、詔から遅れる8世紀末頃（奈良時代後期-平安時代初期頃）の創建と推定する説がある。
延長5年（927年）成立の『延喜式』主税上では、国分寺料として稲2万束が規定されており、日向国の負担には寄らない経済的自立が指摘される。
康治元年（1142年）には現在残る六重層塔が建てられているが、これは大隅国分寺の再興祈願と推測される。

### 中世・近世
中世以降の変遷は詳らかでないが、衰微したものと見られる。
宇佐弥勒寺喜多院の所領注進（年未詳：鎌倉時代か）では正八幡宮（鹿児島神宮）とともに「国分寺領薩摩国鹿児島庄」と記載され、宇佐弥勒寺（宇佐神宮（大分県宇佐市）の神宮寺）の末寺として鹿児島庄を寺領としたことが知られる。また元徳3年（1331年）の「沙弥道源宮国料成物注文写」には「米四斗二舛 こくふんし」と見える。
『国分諸古記』などによれば、天文年間（1532-1555年）に上小川村国分麓において国分寺の寺基を継承する曹洞宗国分寺が再興された。元禄年間（1688-1704年）には最後となる再建もなされている。一方で元の寺域では、江戸時代から昭和期にかけて墓地利用されている。

### 近代以降
近代以降については次の通り。
- 明治初年、廃仏毀釈により国分寺が廃寺[7]。
- 1921年（大正10年）3月3日、国の史跡に指定（隼人塚と同時）[4]。
- 戦後、共同墓地を移転、国分町公民館の設置[3]。
- 1981年（昭和56年）、確認調査[5]。
- 1987-1988年度（昭和62-63年度）、史跡地周辺の緊急発掘調査[3][8]。
- 1997-2003年度（平成9-15年度）、発掘調査（国分市教育委員会）[8]。
- 2004年（平成16年）5月、国の史跡に宮田ヶ岡瓦窯跡を追加指定、指定名称変更[4]。
- 2005-2009年度（平成17-21年度）、発掘調査（霧島市教育委員会）[8]。
- 2006年（平成18年）、公民館撤去[3]。
- 2020年（令和２年）、六重層塔修復

## 伽藍

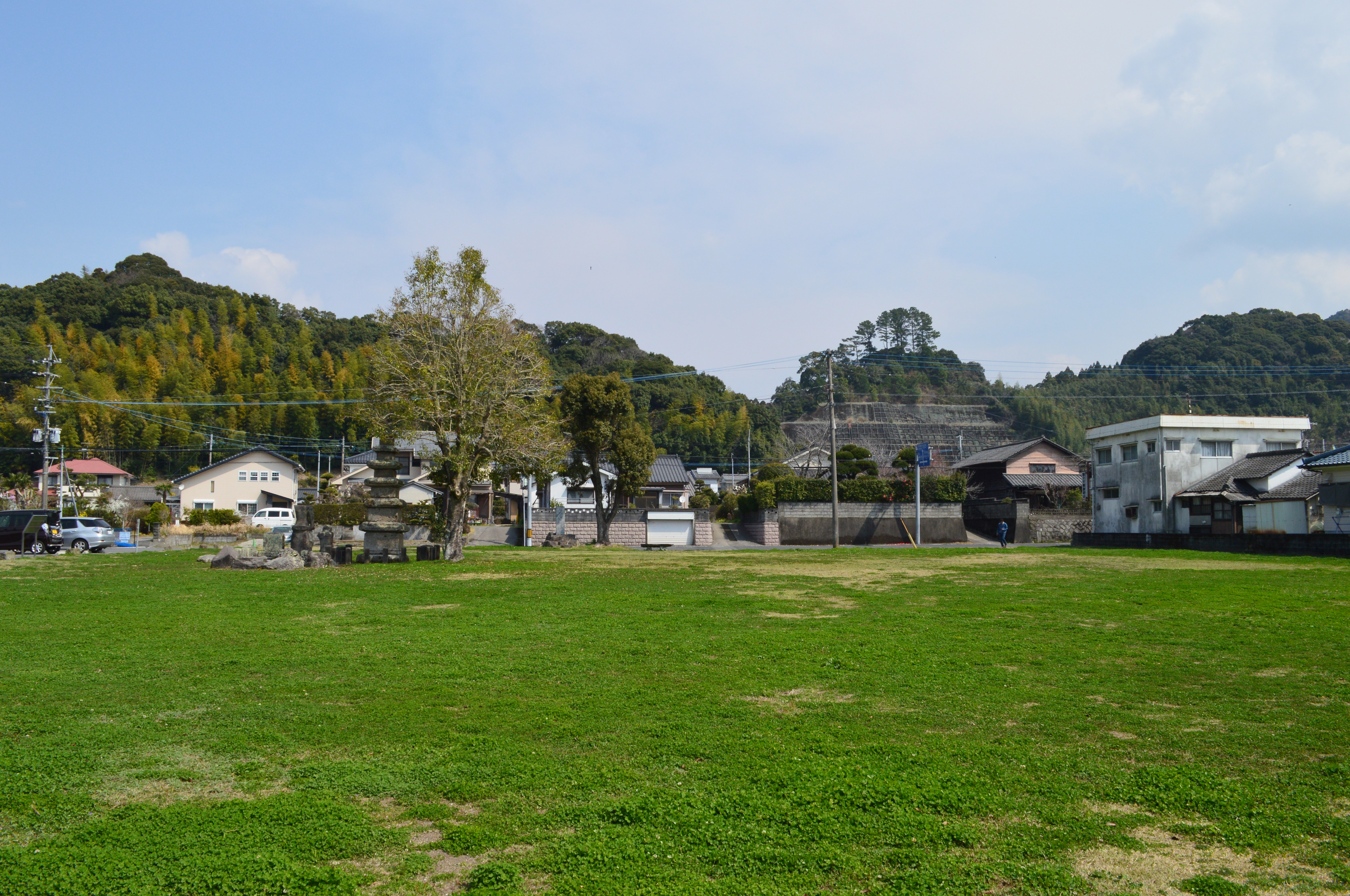
大隅国分寺跡 史跡地

寺域では、島津義久の国分城（舞鶴城）城下町整備に伴って地形・町割りが大きく改変されているほか、明治初年の廃仏毀釈での破壊、現代の宅地建設の進展によって、遺構も含めて大きな破壊を受けている。現在の史跡地の層塔が立つ場所を寺域中心部として、史跡地外まで広がる正方位（東西南北に合わせた方位）の寺域設定が想定されるが、決定的な遺構検出には至っていない。また寺域内の伽藍配置についても遺構・礎石が未検出のため詳らかでない。
現在の史跡地では六重層塔が立つが、この塔は康治元年（1142年）壬戌11月6日銘を有しており、再興祈願としての建立と推測される。この塔は過去に移転したのち元の地に戻されたという。また塔のほかに仁王像等が遺存する。
推定寺域からの出土遺物としては多数の古瓦があり、これらは創建期のものも含むとされる。寺跡から西に15キロメートル離れた宮田ヶ岡瓦窯跡（姶良市船津、北緯31度44分19.02秒 東経130度36分54.45秒 / 北緯31.7386167度 東経130.6151250度）では地下式登窯3基とともに2万点以上の瓦が検出されているが、軒丸瓦には大隅国分寺跡と同笵のものが認められることから、この宮田ヶ岡瓦窯跡が大隅国分寺の瓦供給窯であったとされる。

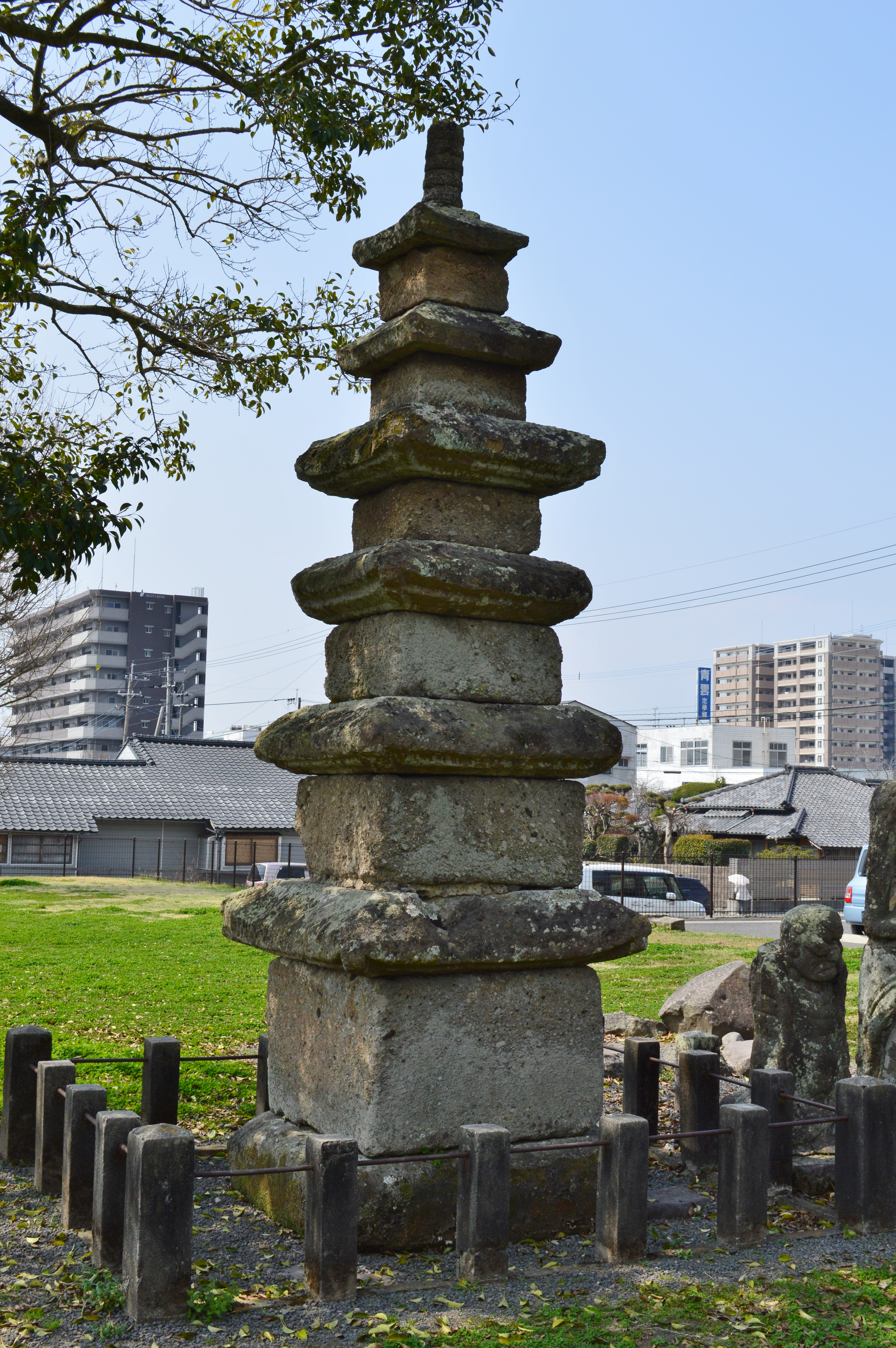
六重層塔
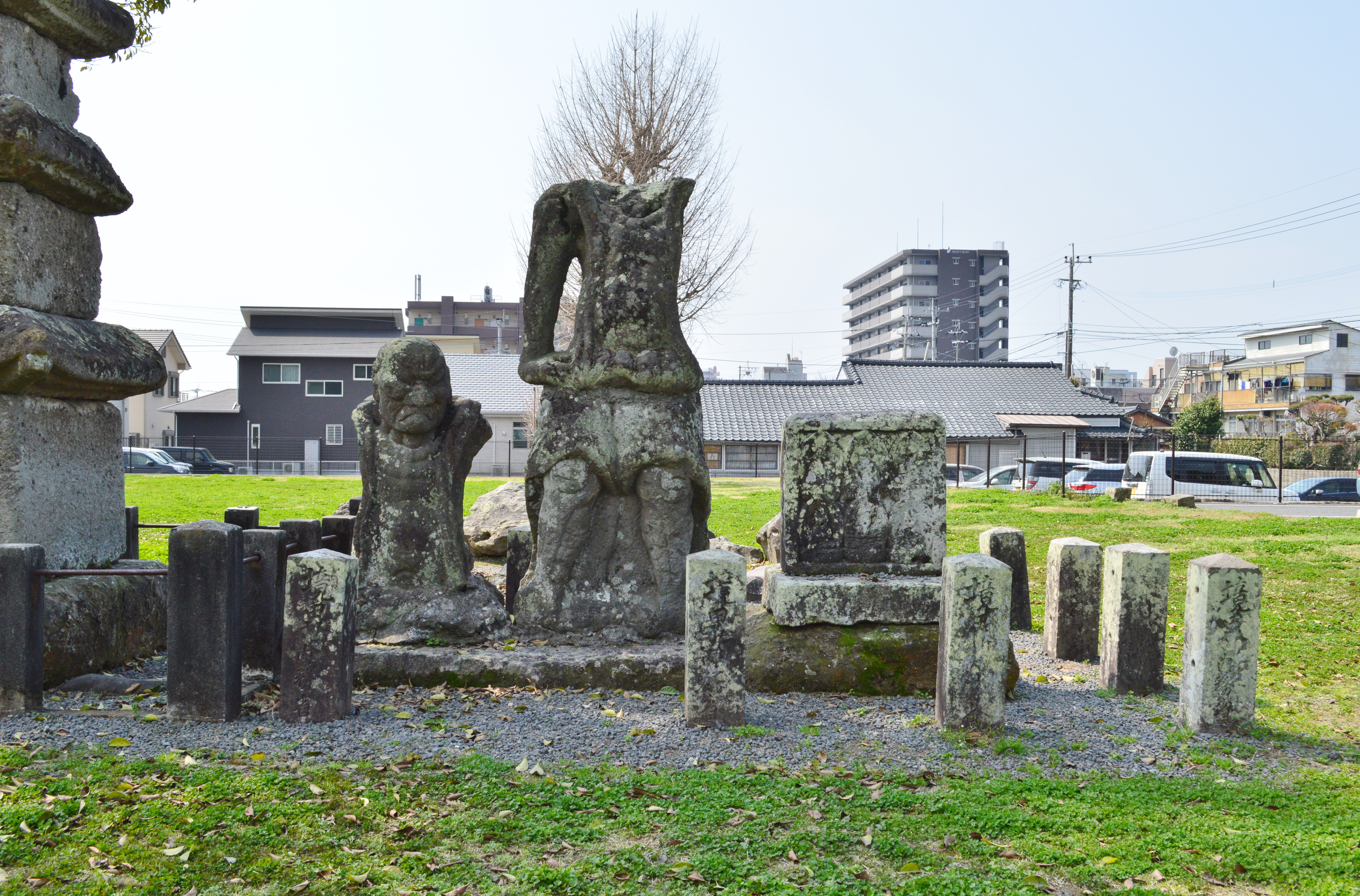
仁王像
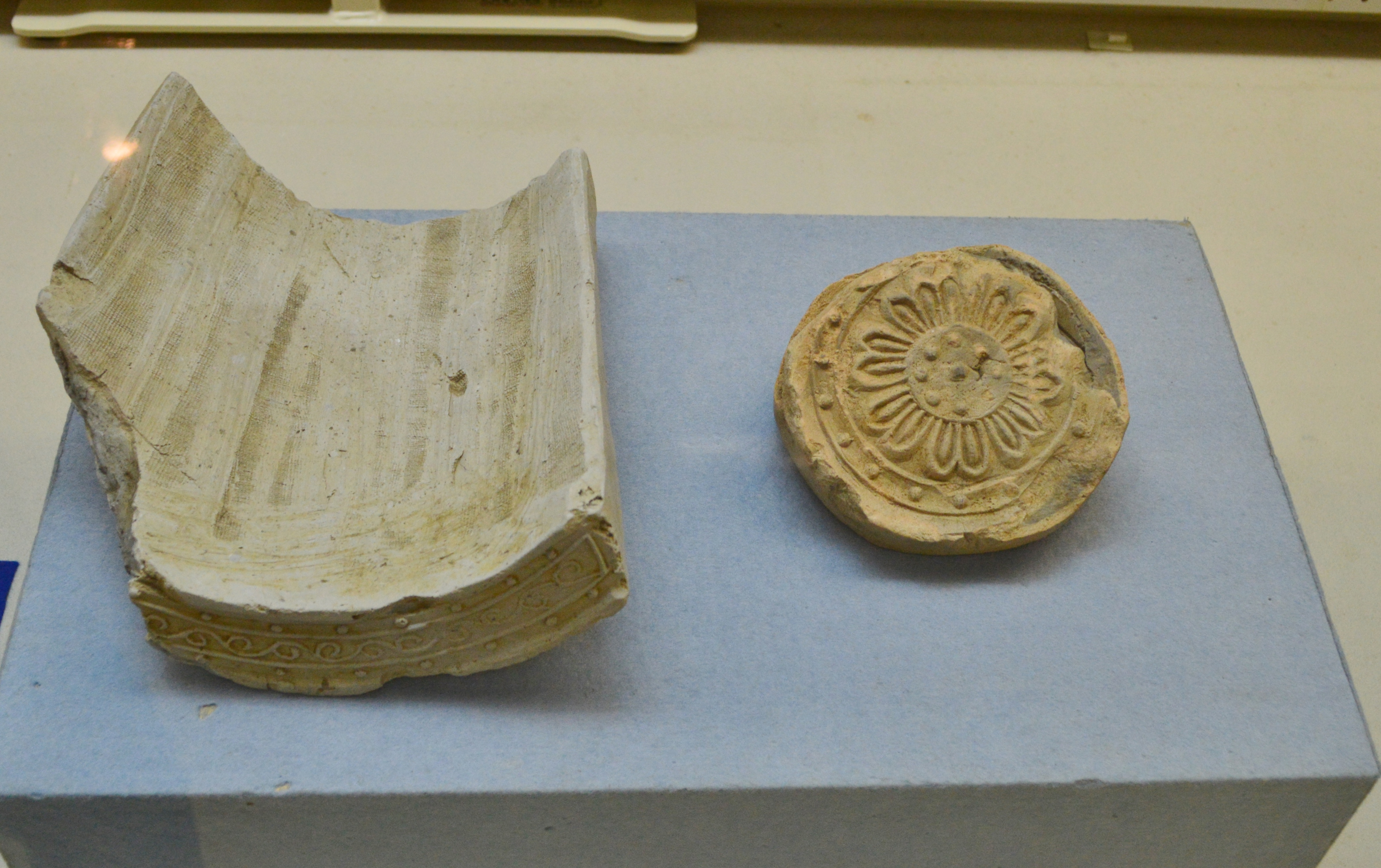
出土瓦 霧島市立国分郷土館展示。
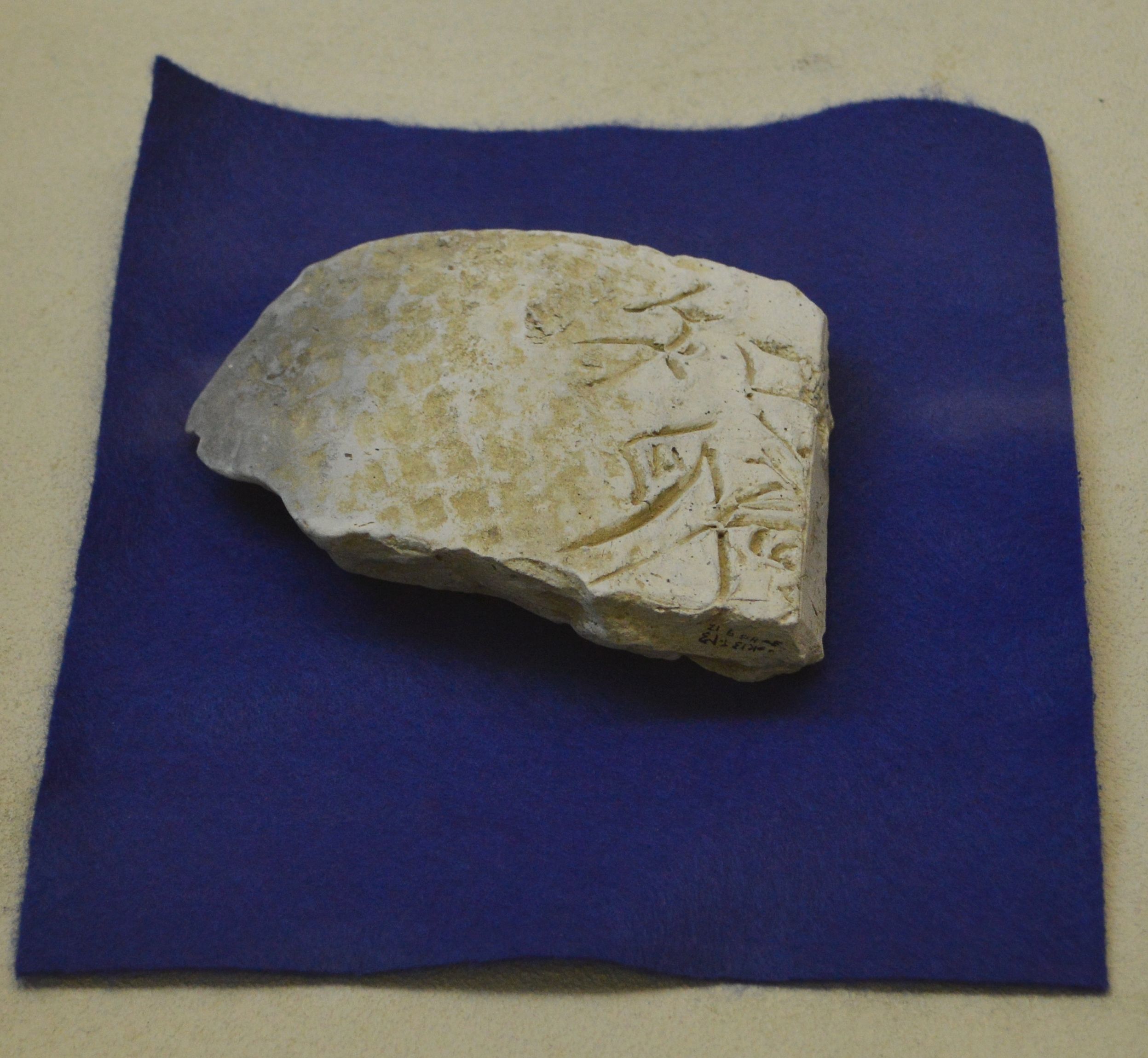
出土刻書瓦 霧島市立国分郷土館展示。
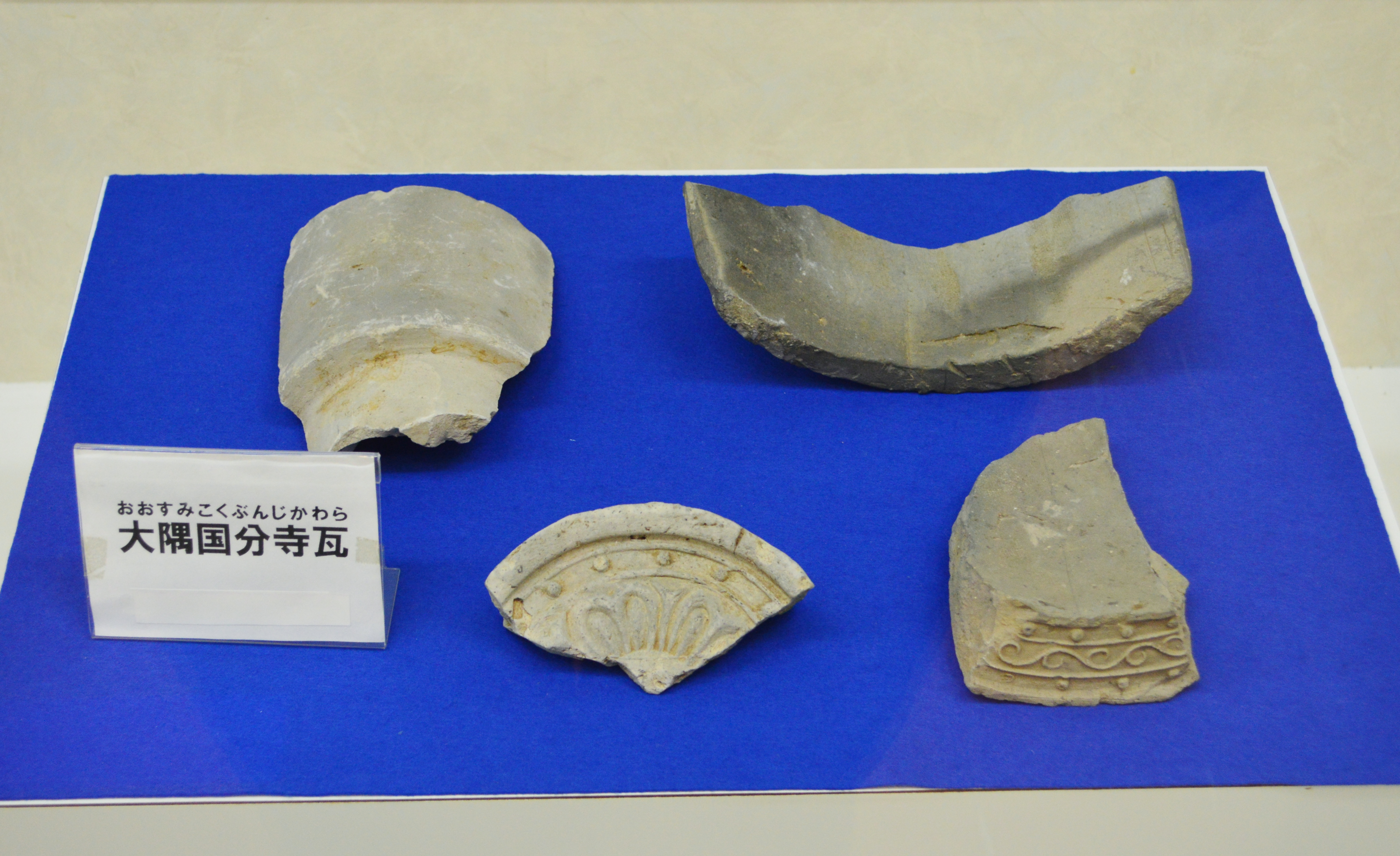
出土瓦 隼人塚史跡館展示。

## 文化財

### 国の史跡
- 大隅国分寺跡 附 宮田ヶ岡瓦窯跡
1921年（大正10年）3月3日指定[4]。
2004年（平成16年）9月30日、宮田ヶ岡瓦窯跡を追加指定、「大隅国分寺跡 附 宮田ヶ岡瓦窯跡」に名称変更[9]。

## 現地情報
所在地
- 鹿児島県霧島市国分中央1丁目

交通アクセス
- 鉄道：九州旅客鉄道（JR九州）日豊本線 国分駅（徒歩約12分）[7]

関連施設
- 霧島市立国分郷土館（霧島市国分上小川） - 大隅国分寺跡の出土品等を保管・展示。

周辺
- 国分城（舞鶴城）

## 関連文献
（記事執筆に使用していない関連文献）
- 「大隅国分寺跡」『国分市埋蔵文化財発掘調査報告書（7）』国分市教育委員会、2002年。
- 「大隅国分寺跡」『国分市埋蔵文化財発掘調査報告書（10）』国分市教育委員会、2005年。